# Президент Тунісу
Президент Туніської Республіки — глава держави Туніська Республіка, якого обирають на термін 5 років з правом переобиратися необмежену кількість разів.
Президент Туніської Республіки призначає прем'єр-міністра країни й уряд.

## Історія
Посада президента в Тунісі з'явилася 25 липня 1957 року після проголошення республіки і повалення, а до того бея країни Мухаммада аль-Аміна.
Першим президентом став прем'єр-міністр країни Хабіб Бургіба, який займав посаду до 1987 року, коли був усунутий з неї за станом здоров'я («Жасмінова революція»), і повноваження президента перейшли прем'єр-міністру Зіну аль-Абідіну бен Алі, якого обрали на цю посаду шляхом всенародного голосування у 1989 році. 14 січня 2011 року під час народних заворушень в Тунісі Бен Алі втік з країни вСаудівську Аравію, де отримав політичний притулок. Тимчасово виконувачем обов'язків президента Тунісу став прем'єр-міністр Мухаммед Ґаннуші, а на наступний день згідно з Конституцією — голова Палати представників Туніської Республіки Фуад Мубазаа. Було вирішено провети президентські вибори протягом двомісячного терміну.

## Список президентів
| № п/п | Ім'я                                                           | Роки життя | Вступ на посаду  | Закінчення повновжень |
| ----- | -------------------------------------------------------------- | ---------- | ---------------- | --------------------- |
| 1.    | Хабіб Бургіба                                                  | 1903–2000  | 25 липня 1957    | 7 листопада 1987      |
| 2.    | Зін аль-Абідін бен Алі                                         | 1936—2019  | 7 листопада 1987 | 14 січня 2011         |
| —     | Мухаммед Ґаннуші (тимчасово виконувачем обов'язків президента) | 1941—      | 14 січня 2011    | 15 січня 2011         |
| —     | Фуад Мебаза (тимчасово виконувачем обов'язків президента)      | 1933—2025  | 15 січня 2011    | 12 грудня 2011        |
| 3.    | Монсеф Марзукі                                                 | 1945—      | 12 грудня 2011   | 31 грудня 2014        |
| 4.    | Беджі Каїд Ес-Себсі                                            | 1926—2019  | 31 грудня 2014   | 25 липня 2019         |
| —     | Мохамед Еннасер (тимчасово виконувачем обов'язків президента)  | 1934—      | 25 липня 2019    | 23 жовтня 2019        |
| 5.    | Каїс Саїд                                                      | 1958—      | 23 жовтня 2019   |                       |